# Rivière Lessard (vattendrag i Kanada, lat 49,37, long -67,87)
Rivière Lessard är ett vattendrag i Kanada.   Det ligger i provinsen Québec, i den östra delen av landet, 700 km nordost om huvudstaden Ottawa.
I omgivningarna runt Rivière Lessard växer i huvudsak barrskog. Trakten runt Rivière Lessard är nära nog obefolkad, med mindre än två invånare per kvadratkilometer.